# 立石賢治
立石 賢治（たていし けんじ、1919年（大正8年）1月23日 - 2019年（平成31年）4月21日）は、日本の実業家、町議会議員、日本基督教団西札幌教会の創立牧師。

## 来歴

### 幼年期
大正8年（1919年）1月23日、北海道後志国歌棄郡歌棄村に鰊漁師の網元の三男として生れる。歌棄村は、寛文9年（1669年）、商場所（寿都場所）となり和人の集落が形成され、交易が盛んに行われた場所で、貞享5年（1688年）、神威岬から北へは「婦女子通行禁止」となったため、北限の寿都地方に居住し一家を構える者が増えた。
嘉永7年（1854年）の黒船来航を機に、北辺警固の重要性が高まり、嘉永7年（1855年）、幕府は松前藩に対し寿都地方を上知させ公議御料（幕府領）としたが、安政5年（1859年）、これを津軽藩領に編入させた。立石家の始祖もその頃の移住者と考えられている。
大正13年（1924年）、隣村の黒松内村に鉄道（函館本線）が敷かれたことを契機として、利便性のある同所に転居。父は日魯漁業会社の出稼ぎ人夫としてロシア領カムチャッカ半島まで出漁した。

### 奉職
昭和8年（1933年）3月、高等小学校を卒業し、9月、黒松内郵便局に奉職。昭和10年（1935年）、札幌逓信講習所試験に合格。一年の講習期間を経て、寿都郵便局の電信係として奉職。この頃、実家が長万部の静狩へ転居。

### 渡満
昭和12年（1937年）、盧溝橋事件を発端として支那事変が勃発すると、「尽忠報国」の念を胸に抱く。
と考え、渡満を決意。父母の反対を押し切り、昭和14年(1939年)6月、静狩より出発。函館から連絡船で内地に渡り、鉄道に乗った賢治は、このことを天皇に報告しなければならないと考え、東京で下車。皇居の二重橋前で高山彦九郎のように土下座。宮城を拝し、
と誓った。その後、汽車で下関まで行き、下関から釜山行きの連絡船に乗って玄海灘を渡る。鉄道で朝鮮半島を縦断して満洲国へ。満洲では、豊楽路崇智胡同202号地に動物病院を開業していた長兄のもとに身を寄せ、満洲国郵政省の岡崎日本雄に会って「満洲国建設のために尽力したい」と胸内を語る。岡崎の知遇を得て、新京郵政管理局監理科（郵政業務の監査）に奉職。官舎独身寮に住し仕事をする傍ら、新京商業学校支那語科の夜学に通い中国語を学ぶ。「五族協和・王道楽土」のスローガンのもとに建国された満洲国の中にも、世の不条理や矛盾を多く抱えていることを知り悶々と苦悩する中で、昭和16年（1941年）12月8日、大東亜戦争（真珠湾攻撃）により、日本が対米戦争を開始したことを知る。満洲国においてもソ満国境付近における諜報通信の監視を目的として「特別諜報通信監視隊」が組織され、逓信講習所で電信技術の資格を得ていた賢治も軍務徴用せられ、海拉爾無線通信監視局で電波探知器を使用して暗合通信の検挙に従事する。また軍事郵便の取扱いも関わり、綏陽、揚崗、虎頭の地を転々とする。

### 結婚
ソ満国境付近の虎頭に赴任していたおり、満洲郵政の上司の令妹・文子と縁談があり、昭和20年（1945年）2月11日の紀元節を期し、新京で結婚式を挙げる。文子は、昭和15年、東京の阿佐ヶ谷教会で、大村勇牧師によって洗礼を受けたキリスト者であった。賢治はキリスト信仰が理解できず、習慣の違いに戸惑う。

### 敗戦とソ連軍の侵攻
昭和20年（1945年）4月、牡丹江郵政管理局に転勤となるが戦局は悪化し、8月9日、ソビエト連邦は日ソ不可侵条約を破って日本への侵攻を開始。ソ連軍の空襲に続き、ソ満国境付近の各郵便局から「ソビエト軍侵攻」の報が続々と届く。牡丹江中央郵便局の小林局長より「局員家族の日本引き揚げ策」を指示される。8月15日、玉音を拝し終戦。福島局長より「局員家族の日本引き揚げ策」の具体的な指示を得る。満鉄と交渉して客車2両を提供してもらい、満洲中央銀行牡丹江支店から管理局の預金を下ろし資金を得る。牡丹江脱出前夜、
と言って妻と水盃を交わす。哈爾浜まで来ると「ソビエト軍によって線路が爆破され不通」との情報が入り一同自決の覚悟を決めるが、誤報であったことが分かる。8月17日、ソビエト軍が市内に乱入し略奪、暴行が激化。朝鮮半島を縦断しての脱出も難しくなり、新京市で牡丹江から持参した資金を避難局員家族に分配し集団での脱出を中止した。

### 長女の誕生
昭和21年（1946年）2月19日、満洲国新京市で長女・貴美子が誕生。中国人の下で労働に従事。ソビエト軍が撤退した後、蒋介石の国民党軍が進駐し、3月になると中共軍が入り、市内で国民党軍と中共軍の攻防戦（内戦）が勃発。国民党軍が敗退し、中共軍が市内を占領。

### 引き揚げ
昭和21年（1946年）7月24日、在満邦人500名余りと共に新京を出発し、数日かけて、遼寧省の葫蘆島に到着。葫蘆島で三週間ほど野宿して引き揚げ船を待ち、乗船して五日目に博多に上陸。（葫蘆島在留日本人大送還）
昭和21年（1946年）8月29日、七年ぶりに北海道の静狩に帰郷した。

### 敗戦の苦悩
敗戦と共に夢破れて帰国した賢治は、魚の行商で生活を支える。実家は、母は健在であったものの、父は胃潰瘍で病牀に臥していた。父は「賢治が帰るまでは死なんぞ。あいつが帰って来たら一緒に飲むんだ」と配給の酒一本を大切にとっていて、その望みが叶うと力尽きたように9月21日、69歳で亡くなった。あとには、63歳の母と7歳と5歳の兄の子供が残された。賢治の兄は北千島に出征したが、敗戦後シベリアに抑留されていた上、兄嫁は戦時中に病死していた。賢治は「天佑ヲ保有シ、万世一系の皇祚を踐める大日本帝国皇帝は…」と教えられ「いざというときには神風が吹く」と言われてきたのに、神風が吹かず日本が負けたことに納得が行かず苦悩する。

### 長男の誕生
昭和23年（1948年）1月10日、長男・顕夫が誕生。行商の傍ら、敗戦による外地からの引き揚げ者のための冬の燃料対策に盡力。対策組織の責任者となり、長万部町役場から払い下げの町有林を伐採して出来た薪を引き揚げ家族に配ったり、町有の未耕地を借り受け、開墾して蕎麦や馬鈴薯を植える。

### 共産党入党
昭和23年（1948年）9月、シベリア抑留されていた、次兄・立石美徳が復員。この頃、引き揚げ者団体の中に桑島秀雄と言う人物いた。桑島は静狩で唯一人の共産党員で、賢治に共産主義思想を説く。また、シベリア帰りの兄・美徳は抑留中に、共産主義思想を洗脳され、北海道へ帰郷する途中に立ち寄った東京で共産主義者・徳田球一に会って共産党に入党していた。さらに、長万部鉄道の元機関士・佐々木忠治の推薦を得て、共産党に入党。
桑島宅に「静狩社会科学研究所」を開設し『唯物論』の研究に取り組む。さらに桑島、賢治、美徳の三人で細胞を組織し、戸別訪問、印刷物の配布、公開会議や集会などを行う。消防番屋の二階を借り受け、演説会を開催。

### 行商組合長に
昭和25年（1950年）4月、行商人の組合が組織されると推されて組合長となる。青函鉄道管理局と交渉を重ね、行商人用車両を特別に連結してもらうことに成功。更に、新規開業の行商人に、資金借り受けの方法、商品の仕入れ、販売方法、子供の保育の方法を指南し、会員150人以上の組織として拡大。

### レッド・パージ
同年7月、GHQ（連合国軍総司令部）のレッド・パージが始まると、国鉄から2人、郵便局から1人が、長万部の細胞に加わったため、逆に俄に活気づき日本共産党長万部地区委員会が誕生する。初代委員長には佐々木忠治が就任した。賢治は壁新聞を作り道路脇に立てると、印刷物が不足していた当時、予想以上に村民たちに好評となった。『赤旗』の発行が禁止されたので、党と関係の無い人物宅へ送ってもらい、後から取りに行ったり、一旦、畑の中に埋めて隠したものを夜間に掘り出して、一戸一戸配布したりし、警察の目を掻い潜る。
9月になると、佐々木委員長に逮捕状が出て身を隠したため、賢治が長万部地区委員長に就任。

### 議員として
昭和26年（1951年）4月、長万部町議会議員選挙に、共産党公認として立候補し初当選。町議となった直後の5月1日のメーデーには、長万部町で初となる「インターナショナル」を歌いながらのデモ行進を行い、駅前広場で林檎箱の空箱の上に登って街頭演説を行った。立石賢治の支持者は、主に底辺層の人々で、町の有力者はこれら共産党のデモ行進を苦々しく思い、脅迫や嫌がらせが度々起こるようになる。共産党への弾圧も激化し、自分が世間から必要とされているのか、嫌われているのか葛藤する日々を送る。妻はキリスト信仰に執着し、共産党の活動に反対。子供達も父親が共産主義者だと言うことで学校でも奇異の眼で見られた。一方で妻・文子は、日曜学校どころか教会すら無い土地で、ひたすらキリスト信仰を守り、自分で子供たちに聖書の話を読み聞かせ、クリスマスを祝った。

### 信仰論争
昭和27年（1952年）、クリスチャンである北海道拓殖銀行支店長の男性と信仰論争を行う。ことの発端は、妻・文子が夫がキリスト信仰に無理解であることをクリスチャンの集会で相談し、その男性が心配して自ら立石家を訪問したことから始まる。その男性は終始紳士的で礼儀正しい態度であったので、賢治は追い返すことが出来ず1時間以上にも亘って対論を行った。当時、賢治は共産主義革命こそが、世間を更生し、皆が幸福を享受出来る方法であり、宗教は人間を惑わす阿片のように有害なもので、神を信ずる人間の心を粉砕しなければならないと考えていた。
話は平行線を辿り、夫婦の溝は深まるばかりであった。この頃の賢治は、国際共産主義指導者の一人として、常に大衆の中にあり労働運動を推し進め、革命家としての生涯を貫いた片山潜の生き方に共鳴しており、
と考えていた。

### 仏壇と偶像崇拝
賢治は、共産主義思想的な唯物論を信じ、無神論に近い立場にあったが、一方で仏壇や父親の位牌は、粗末にしてはならないのではないかと考えていた。しかし、妻・文子は、仏壇や位牌は偶像崇拝にあたると、家の中に置くのを頑なに拒否。全く意見が噛み合わず、心がバラバラで、ただ同じ家に同居しているだけの、生ける屍のような夫婦生活となり、賢治は苦悩を深めた。
ある日、賢治は「お前がキリスト教を辞めれば、俺も共産党を辞める。それ以外に二人の生きる道は無い」と妻に迫るが、妻は「共産党は辞めることが出来るかもしれないけど、私はキリスト信仰を辞めるということは出来ないのです。キリストは私の命だから」と言われ、全く理解も歩み寄る素振りも見せない妻の態度に落胆する。

### 共産党への失望と離党
昭和25年（1950年）6月、北朝鮮の金日成が軍事境界線を越えて侵攻したことに始まる朝鮮動乱の余波は、米軍占領下の日本国内へも共産党弾圧となって顕在化する。
日本共産党は、ここに及んで武力革命路線を鮮明にし、武装蜂起を全国同胞に呼びかけた。
昭和27年（1952年）1月、札幌では一人の警部が射殺されたのを共産党のテロ行為と認定し、当局が村上国治という党員を起訴した所謂「白鳥事件」が起き、5月には東京の宮城前広場で、6000人のデモ隊と5000人の警官隊が大乱闘となる「メーデー事件」が勃発する。
この時、賢治は党の武装革命路線と対立することになる。
しかし、賢治の意見は共産党上層部から厳しく批判された。悩んだ末に、賢治は札幌の共産党北海道地方委員会へ陳情に赴くが完全無視される。一方で、次期、北海道議会選挙の候補者として擁立されるが、新しく北海道へ赴任してきた党上層部の人物とも意見が対立し、党の中央委員会の先輩に書簡を送って相談をするが、正規のルート以外から党を批判することが出来ない仕組みになっていることなどから、孤立を深め翌昭和28年春に日本共産党を離党。

### 商工会長として頭角を現す
共産党離党後は、商工会長として町の活性化につとめる。具体的には、各商店に税金の負担が軽減できるよう手配したり、飲食店の資金調達や、漁業組合の運営資金を斡旋したりと活動。静狩に大火災があり、十数軒の店舗が類焼した時は、国民金融公庫から復興資金を借りられるよう根回しをし、また信用金庫の支所を静狩に誘致し、商工業者の資金を斡旋。学校の老朽化した校舎の改築や、失業対策にも取り組む。さらに、自ら食料雑貨店、食堂、パチンコ店を経営し、かつての共産主義者のおもかげは薄れ、資本家として資本主義の恩恵を享受した。

### 自衛隊誘致と共産党除名
長万部町に自衛隊基地の誘致運動が起こると、町の経済効果ならびに、自ら経営する会社の利潤追求、個人的利欲から率先して参加。かねてから共産党をやめて欲しいと思っていた人々からは、町の名士として歓迎されるが、共産党から除名処分が下る。

### 無所属で当選
昭和30年（1955年）4月、二期目の長万部町議選挙に無所属で立候補。共産主義勢力からは「立石は裏切り者で人民の敵」と街宣され、「命は無いぞ」と脅迫、選挙妨害の限りを尽されるが、結果は共産党の候補者は落選し賢治が当選を果した。

### 放漫経営により破産
資本家として事業を拡大してゆくが、売上が見込より伸びず、仕入金の都合が滞るようになると、売上が低下。商品の補給が出来ず、昭和30年（1955年）12月、経営破綻。単身で失踪し札幌のすすき野で、密かに一杯吞みの屋台を出す準備をする最中、満洲時代の同僚が東京で羽根布団会社を設立して成功した話を聞く。そこで、出資者を募り4人で布団販売会社を設立し、専務取締役に就任した。ところが、代表取締役の人物に経営手腕がなく、賢治が社長に就任するが、業績が伸びず解任される。借金は膨らみ経済的に自立困難となり、昭和33年（1958年）夏、静狩の店舗を処分して札幌に移住し再起を図る。

### ネクタイ売りから年商1億円に
札幌に移住し再起を図った賢治は、ネクタイ売りから始めて、洋品類の販路を広げる。その間に、失敗と成功を繰り返すが、勢力を盛り返し、札幌市北4条西14丁目の電車通りに土地と家屋を買い受け、「東洋紡株式会社」を設立。昭和34年（1959年）には、社員数50名、年商1億円に達する。昭和35年（1960年）5月、夕張炭鉱へ販路を開き、仕入値600万円相当の衣料品をトラック一台に積み、3人の社員に売りに行かせるが、放漫経営から社員たちに裏切られ、商品、売上をそのまま持ち逃げされる。さらに、自分の力の限界を越え経営規模を広げ過ぎたため、経営不振に陥り、同年7月、再建会社を設立。しかし、時すでに遅く、商品の仕入れが出来ず、社員への給料が払えず倒産。

### 夜逃げ
昭和36年（1961年）2月9日、債権者が帰ったあと密に荷物をまとめ、深夜0時から明け方にかけて札幌市北条西二十一丁目のアパートに転居。当時の借金総額は3千万円で、兄弟に融資を求めるが総て断られ、どの問屋も掛け売りしてくれず、仕事を求めて釧路へ行くが雇ってくれる処が無く途方に暮れる。職業安定所に相談し炭坑夫の仕事を紹介してもらうが、現場に行ってみると40歳以上は駄目だと断られる。所持金を使い果し、帰る汽車賃も無いため、釧路駅から車掌に頼み込んで、家に電報を打ってもらい「汽車賃着払い」と約束して汽車に乗せてもらって札幌まで帰る。

### 無一文から宝石商へ
無一文の賢治は、まず問屋へ行き、着ていた上着を置いて頼み込み、それをカタにサラシ一反を借り、病院の入院患者のところへ行って、安価で販売してはすぐ問屋に戻り仕入れるという手法を思いつき、これを繰り返すことで資本を増やした。しかし、行商する品物が増えると人目につき、債権者に売上を取り上げられてしまうため、倉庫も運搬具も必要とせず、持ち歩いても目立たない、宝石、貴金属の販売を思いつく。貴金属品を扱う問屋に丁稚小僧のように入り込み、毎朝早くから出勤してこまめに働くと、半年ほどで働きぶりを認められ支配人となる。その後、自ら宝石を仕入れ、商売をはじめることになった。

### 妻の信仰
妻のキリスト信仰に対しては永年にわたって、反対を続け、共産党に入党したが、共産党の方針に疑念が生じて離党。事業を起しては破産をくりかえす。長男の死をきっかけに、人生の目的に苦悩する日々を過ごす。生活を建て直すために、全力を投じて行った宝石店が火災によって全焼。失意の中でついにキリスト教を受け入れ、その後はキリストに従うことを強く願い、60歳で献身の道に導かれる。

### 伝道師として
日本基督教団月寒教会において伝道師として奉仕。昭和58年（1983年）より開拓伝道に着手。これが実って現在の日本基督教団西札幌教会となり、同教会牧師として伝道。平成13年（2001年）、高齢により82歳で隠退。その人生の岐路は三浦綾子の随筆『わたしの信仰生活』で取り上げられたほか、昭和48年（1973年）9月から2年間、雑誌『百万人の福音』で実話長編として連載された。特に共産党員としての政治活動と挫折。事業の上での失敗の連続の経験。妻の信仰に対する無理解を25年続けながらも、最後には信仰によって結ばれていく家族の姿は、老若男女を問わず、伝道を志す者に役立つと評価されている。平成31年（2019年）4月21日昇天。享年100歳。

## 補註
1. 1 2  『教団新報』（第4903号）日本基督教団、2019年6月1日
2. 1 2 3 4 5 6 7 8 9 10 11 12 13  『ある男の遍歴』立石賢治著、いのちのことば社、昭和51年（1976年）

## 著書
- 『ある男の遍歴』いのちのことば社、1976年。
- 『ネゲブの川 - 続・ある男の遍歴』いのちのことば社、1994年。
- 『わかりやすい聖書によるイスラエル史 旧約聖書を読む前の必読書』いのちのことば社、2015年。
- 大宮溥、山下萬里、立石賢治、宍戸好子、横山三重、森田進、西村秀夫、砂山せつ子 共著『死の陰の谷を歩むとも 愛する者の死』日本基督教団出版局、1983年。